# Vincetoxicum pannonicum
Vincetoxicum pannonicum là một loài thực vật có hoa trong họ La bố ma. Loài này được (Borhidi) Holub miêu tả khoa học đầu tiên năm 1970.